# Хигути, Канако
Канако Хигути (яп. 樋口 可南子; род. 13 декабря 1958, Камо, Ниигата) — японская актриса кино, ТВ и озвучивания.

## Биография
Канако Хигути родилась в Камо (префектура Ниигата). В 1978 году, ещё будучи студентом университета, Хигути была обнаружена искателями талантов, когда работала неполный рабочий день в магазине в Гиндзе. Свою первую главную роль сыграла в 20 лет в дораме TBS TV Pola TV Shosetsu.
Канако снималась в таких фильмах как Hokusai Manga, Bedtime Eyes, «Затойчи: Тьма его союзник» (1989), «Новый человек Кассян», «Воспоминания о завтра» и Ashurajou no Hitomi. Среди её ролей на телевидении — Ёдо-доно в дорамах NHK Dokuganryū Masamune 1987 года и Ханаяся в «Таихэйки» 1991 года. Помимо этого актриса представляла японские косметические фирмы Kosé и «Kao».
Хигути получила награду за лучшую женскую роль второго плана на 15-й церемонии вручения премии Hochi Film Awards за фильм «Квартал ронинов».
С 1993 года замужем за японским актёром и сценаристом Сигэсато Итои. У Канако есть собака по кличке Бульон.

## Фильмография
| Кинематограф - 1981 — Edo Porn (Hokusai Manga) — Онао - 1983 — Свастика — Мицуко Сидо - 1985 — Мужчине живётся трудно. Фильм 35: Любимая школа Торадзиро — Вакана - 1987 — Сонные глаза — Ким - 1989 — Затойчи — Босацу - 1990 — Квартал ронинов — Осин - 2003 — Шара — Сёко - 2003 — Кровавое караоке — Мидори Судзуки - 2004 — Новый человек Кассян — Мидори Ацума - 2005 — Ashurajou no Hitomi — Бизан - 2006 — Воспоминания о завтра — Эмико Саэки - 2007 — Приглашение от кинотеатра «Орион» — Ёсиэ - 2008 — Ахиллес и черепаха — жена Матису - 2015 — Жемчужины каменного человека — Ёсико Кобаяси | Телевидение - 1978 — Pola TV Shosetsu - 1987 — Dokuganryū Masamune — Ёдо-доно - 1991 — Таихеики — Ханаяся - 2008 — Принцесса Ацу — Оюки Дубляж - 2017 — Доктор Стрэндж — Древняя (Тильда Суинтон) - 2019 — Мстители: Финал — Древняя (Тильда Суинтон) |